# Josh James

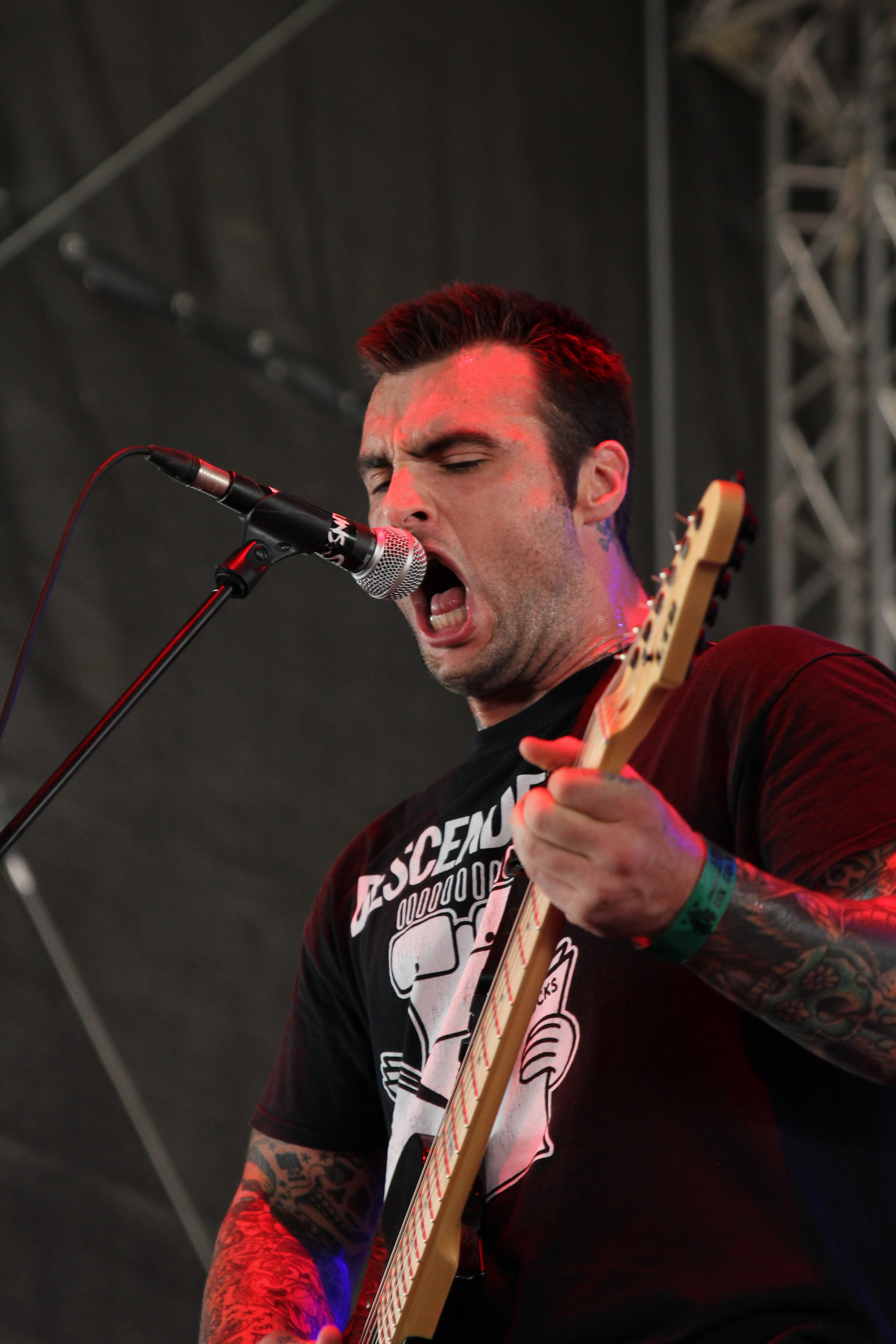
Joshua James von Stick to Your Guns spielt auf dem With Full Force 2014.

Joshua „Josh“ James ist ein US-amerikanischer Rockmusiker. Er ist seit 2012 Gitarrist der Hardcore-Punk-Band Stick to Your Guns, mit welcher er 2012 das Album Diamond, 2015 Disobedient und 2018 True View veröffentlichte.

## Karriere
Die Karriere von Joshua James begann im Jahre 1999, als er Mitglied der Hardcore-Band Evergreen Terrace wurde. Bei Evergreen Terrace blieb James bis zum Jahr 2012. Mit der Band veröffentlichte er insgesamt sieben Alben.  Nebenbei war Joshua James auch Sänger der Hardcore-Band Casey Jones, welche zwischen 2003 und 2012 bestand. Mit Casey Jones brachte er vier Studioalben auf den Markt.
Seit 2012 ist er als Gitarrist und Backgroundsänger in der Hardcore-Band Stick to Your Guns aktiv. Mit ihm entstanden die beiden Alben Diamond und Disobedient, die beide über Sumerian Records veröffentlicht wurden. Seit 2017 ist er Gitarrist bei Eighteen Visions.

## Privates
James ist mit der brasilianischen Schauspielerin Fernanda Andrade verheiratet.

## Diskografie

### Mit Evergreen Terrace
- 2001: Losing All Hope is Freedom
- 2002: Burned Alive By Time
- 2004: Writer´s Block (Coveralbum)
- 2004: At Our Worst (Live-Album, mit unveröffentlichten B-Seiten)
- 2005: Sincerity Is An Easy Disguise In This Business
- 2007: Wolfbiker
- 2009: Almost Home

### Mit Casey Jones
- → Hauptartikel: Casey Jones (Band)

### Mit Stick to Your Guns
- 2012: Diamond (Album, Sumerian Records)
- 2015: Disobedient (Album, Sumerian Records)
- 2016: Better Ash Than Dust (EP, Pure Noise Records)
- 2017: True View (Album, Pure Noise Records / End Hits Records)
- 2022: Spectre (Album, Pure Noise Records / End Hits Records)